# Ring!Rosa
Het automatiseringsbedrijf Ring!Rosa vierde zijn hoogtijdagen aan het einde van de 20e eeuw toen ook de internethype een hoogtepunt bereikte. Het bedrijf heeft zijn hoopvolle beloften echter nooit waar kunnen maken. Drie jaar na de beursintroductie moest in 2001 surseance van betaling worden aangevraagd. Dit betekende het einde van Ring!Rosa.

## Producten
De Nederlandse onderneming Ring!Rosa Products NV ontwikkelde en verkocht communicatieoplossingen waarbij internet met mobiele en vaste netwerken voor spraak– en dataverkeer werden geïntegreerd. Deze technologie stond bekend als “internet-enabled computer Telephony”. Ring!Rosa maakte daarbij gebruik van het door hen ontwikkelde open en standaard platform Ring!Impact dat flexibel en schaalbaar was.
Ring!Rosa richtte zich op de markten voor communication centres, telecom operators en Internet Service Providers (ISP's). De productportfolio van Ring!Rosa bestond onder meer uit Avalon (Customer Relation-Gateway), Voice Portal en Mobile Office.

## Geschiedenis
Met de beursgang in juni 1998 werd Ring!Rosa voor het eerst officieel gepresenteerd aan het
Nederlandse publiek. Directeur en oprichter was Job Bruggeman. Rechterhand van Bruggeman was financieel directeur Jacques Aalders. Ondanks de betrokkenheid van professionele investeerders en commissarissen wist het veelbelovende jonge bedrijf, dat genoteerd stond aan de Amsterdamse NMAX, weinig succes te boeken. Door aanhoudende verliezen en een versobering van de bedrijfsvoering werden zowel Bruggeman als Aalders in 1999 uit hun functie ontheven.
De vacante directeurspositie van Bruggeman werd door Herman Hovestad ingevuld. Tevens werden Hans Pauli (financieel directeur) en Pierre Wolters (convergerende technologieën) aangesteld als bestuurslid. Onder leiding van nieuwe topman Hovestad werd een ingrijpende reorganisatie doorgevoerd. Belangrijke bedrijfsprocessen als productontwikkeling, marketing en verkoop werden gerationaliseerd om meer rendement uit de technologie te halen.

## Het einde
De strategie van bestuursvoorzitter Hovestad bleek weinig succesvol. Ondanks een licht gestegen omzet in 1999 werd door Ring!Rosa wederom een recordverlies aangekondigd. Omzetverwachtingen werden niet gehaald en het beleggend publiek verloor het vertrouwen in de onderneming. Het gebrek aan geloofwaardigheid resulteerde uiteindelijk in een flinke koersval van het aandeel.
Toch beloofde Ring!Rosa de aandeelhouders een omslagpunt te hebben bereikt. In de toekomst moest het bedrijf winstgevend gaan worden. Dat is er nooit van gekomen. Drie jaar na de beursintroductie was het bedrijf alweer failliet. In die drie jaar had Ring!Rosa in totaal 33 miljoen euro verlies geleden, terwijl de omzet nog niet eens de helft bedroeg. Na het faillissement in 2001 zijn de belangrijkste activiteiten in handen gekomen van de vertrokken bestuursvoorzitter Job Bruggeman. Op dat moment had Ring!Rosa vestigingen in Amsterdam, Londen, Milaan, München, Parijs en Toronto.

## Aandeel
Het aandeel Ring!Rosa stond sinds juni 1998 genoteerd aan de Amsterdamse babybeurs NMAX. De beursnotering werd medio 2001 beëindigd wegens het faillissement. Door grote belangstelling verdubbelde de koers op de eerste handelsdag. Dat was het enige hoogtepunt van het automatiseringsbedrijf. Het koersverloop verslechterde snel door het uitblijven van winst. Het niet nakomen van verwachtingen en gebrek aan vertrouwen van beleggers, resulteerde uiteindelijk in een vrije val van het aandeel. Na nog geen drie jaar werd Ring!Rosa failliet verklaard. Dat is na de neergang van KPNQwest het snelste faillissement ooit van een beursgenoteerd bedrijf in Nederland.